# 須木中継局
須木中継局（すきちゅうけいきょく）は､宮崎県小林市須木中原字軍谷（鳥巣山）にあるテレビ放送の中継局。

## 概要
鰐塚山頂の送信所（親局）からの電波を中継する。地上アナログ放送について、日本放送協会 (NHK) のテレビ中継局としては1000番目の設置となった。小林市須木は地形的な関係から難視聴地域となっており、1969年4月28日（NHK）の開局により受信環境が飛躍的に改善された。
地上デジタル放送の須木中継局は2009年7月1日に開局。小林市役所須木庁舎（旧須木村役場）の周辺地域を放送区域としている。

## 放送設備

### 所在地
- 宮崎県小林市須木中原字軍谷（鳥巣山）

### 地上デジタルテレビ放送
| ID | 放送局名      | 放送局名      | 物理チャンネル | 空中線電力 | ERP   | 放送対象地域 | 放送区域内世帯数 |
| -- | ------------- | ------------- | -------------- | ---------- | ----- | ------------ | ---------------- |
| 1  | NHK宮崎       | 総合          | 28ch           | 300mW      | 1.45W | 宮崎県       | 475世帯          |
| 2  | NHK宮崎       | Eテレ         | 26ch           | 300mW      | 1.45W | 全国         | 475世帯          |
| 3  | UMKテレビ宮崎 | UMKテレビ宮崎 | 32ch           | 300mW      | 1.15W | 宮崎県       | 475世帯          |
| 6  | MRT宮崎放送   | MRT宮崎放送   | 30ch           | 300mW      | 1.15W | 宮崎県       | 475世帯          |

#### 補足
- 2009年5月19日予備免許交付、同6月3日試験放送開始、同7月1日本放送開始[2]。
- 実効輻射電力（ERP）：NHK総合・Eテレが1.45W[4][5]、UMKテレビ宮崎・MRT宮崎放送が1.15Wである[6][7]。

### 地上アナログテレビ放送（運用終了）
- NHK宮崎 総合 - 51ch+
- NHK宮崎 教育 - 49ch+
- UMKテレビ宮崎 - 55ch
- MRT宮崎放送 - 53ch+

地上アナログテレビ放送の設備は2011年7月24日に全局廃止された。